# Kibramoa
Kibramoa és un gènere d'aranyes araneomorfes de la família dels plectrèurids (Plectreuridae). Fou descrit per primera vegada l'any 1924 per Chamberlin. Va ser transferida dels sicàrids (Sicaridae) als plectrèurids l'any 1958 per W. J. Gertsch.
Són natives de Mèxic, Califòrnia i la Costa Oest dels Estats Units.

## Taxonomia
Segons el World Spider Catalog amb data de 5 de gener de 2019, Kibramoa té reconegudes les següents 7 espècies i una subespècie:
- Kibramoa guapa Gertsch, 1958 - EUA, Mèxic
- Kibramoa hermani Chamberlin & Ivie, 1935 - EUA
- Kibramoa isolata Gertsch, 1958 - Mèxic
- Kibramoa madrona Gertsch, 1958 - EUA
- Kibramoa paiuta Gertsch, 1958 - EUA
- Kibramoa suprenans (Chamberlin, 1919) - EUA
  - Kibramoa suprenans pima Gertsch, 1958 - EUA
- Kibramoa yuma Gertsch, 1958 - EUA